# Christian Debois
Christian Hemmingsen Debois (27. juni 1882 i København – 31. august 1960 i Gentofte) var en dansk organist og komponist.
Han blev uddannet hos private lærere (Vilhelm Rosenberg, Ludolf Nielsen og Peder Gram), men tog organisteksamen på Det Kongelige Danske Musikkonservatorium i 1907. Derefter var han ansat ved Københavns Begravelsesvæsen 1908-1920, ved Reformert Kirke 1911-1919 og siden organist og kantor ved Mathæuskirken i København 1919-1952. Han fik i 1937 Det anckerske Legat og fik fast komponistunderstøttelse via finansloven (i hvert fald i 1947).
Som organist og komponist hørte Debois til den senromantiske skole, der i disse år stod i modsætning til Thomas Laubs kirkemusikalske reformbestræbelser. Han skrev en del orgelmusik, der var præget af fransk kirkemusik omkring århundredeskiftet (bl.a. César Franck, Alexandre Guilmant og Charles-Marie Widor). Desuden har han skrevet romancer, et stort antal salmemelodier og en række orkesterværker.
Hans op. 21, der rummer 100 salmemelodier skrevet til tekster, der allerede var forsynet med en anden melodi, fik en dårlig modtagelse, og melodierne er ikke i brug i dag. Resten af hans musik bliver næppe opført mere, og disse to korte omtaler af opførelser i radioen af hans op. 18 og symfonien, viser, at heller ikke samtidens meningsdannere satte hans musik ret højt. 
Omtale af radioudsendelse 1935:
Debois' Symfoni viste, hvor lidt Carl Nielsen betød for sine Samtidige. Det blev den yngste Generation forbeholdt at drage Nytte af hans Landvinding, og her bekræftes atter Læren om, at mm skal have Tingene paa Afstand, før de kan virke. Debois' Værk er præget at Impressionismen: Heltonetrin, Parallelbevægelser i store Tertser og en Masse Motivstumper, der dukker op og forsvinder i et af – Strygertremolo fremkaldt clair-obscur. I al denne Franskhed virker en Mellemsats i Gade'sk Folketone helt mærkeligt.
Omtale af radioudsendelse 1948:
…af C. H. Debois: Præludium, Koral og Fuga, Opus 18, der er en inderlig Hengivelse i de særeste Akkorder og om nogen Art af Form er det næsten umuligt at tale. Noget nyt er der i hvert fald ikke at finde…

## Musik
- op. 1 3 sange (1910)
- op. 2 Orgelsonate nr. 1 i d-mol (1911)
- op. 3 ?? Andante religioso (strygere og orgel/klaver 1911)
- op. 3 ?? Romance (violin og strygeorkester)
- op. 4 Orgelsonate nr. 2 i E-dur (1912)
- op. 5 Alle sjæles dag (symfonisk digt – orkester 1913)
- op. 6 Legende (bratsch og orkester 1914)
- op. 7 Orgelsonate nr. 3 i f#-mol (1915)
- op. 8 Efterår (koncertouverture 1915)
- op. 9 Heden (solo, kor og orkester 1916)
- op. 10 Skagen (Kor og orkester 1917)
- op. 11 Orgelfantasi (Martin Luther 1917)
- op. 12 Kantate ved forsvarsbrødrenes 40 års jubilæum (1918)
- op. 13 Andante mesto (orgel 1919)
- op. 14 Orgelsonate nr. 4 i D-dur (1920)
- op. 16 14 børnesange (1923)
- op. 18 Præludium, koral og fuga (orgel 1924)
- op. 19 Frederiksberg slotsklokker (kor og orkester 1920)
- op. 20 Aka (opera 1928)
- op. 21 100 salmer (før 1935)
- op. 22 Dukkernes Dans, Marionetdukkerne, Tinsoldaterne (klaver)
- op. 23 Eventyr-suite (orkester 1931)

- en symfoni (før 1935)
- Vort flag (sang 1936)
- 16 Sange (tekster af Johannes Jørgensen og Alex Garff 1942)
- Tre små historier samlet til een ( børnekor, strygere og (sammen med J.L. Emborg 1945)
- 26 sange (1952)
- 40 sange (tekster af Johannes Jørgensen 1959)
- 12 Sange (1960)

- Adagio (strygeorkester)
- Der staar tre Stjerner paa Himlen (sang af Johannes Jørgensen)

- Lyse Land (sang af Alex Garff)
- Ved Dødens Komme (sang)
- Herre tag i Din stærke Haand (sang af Bjørnstjerne Bjørnson)
- Menuet (orkester)
- Spillemændene (mandskor)